# رناتو سوبرال
رناتو سوبرال (انگلیسی: Renato Sobral؛ زادهٔ ۷ سپتامبر ۱۹۷۵) ورزشکار هنرهای رزمی ترکیبی و کشتی‌گیر اهل برزیل است. وی بین سال‌های ۱۹۹۷ تا ۲۰۱۳ میلادی فعالیت می‌کرد.